# Fondation Charles-de-Gaulle
La fondation Charles-de-Gaulle (qui a pris la suite de l’institut Charles-de-Gaulle) s’emploie depuis 1971 à faire connaître et à perpétuer l’action du général de Gaulle (1890-1970), qui fut chef de la France libre à l’époque de la Seconde Guerre mondiale, et président de la République française de 1959 à 1969.

## Historique de l’institut (1971-2006)
En avril 1971, sous l’impulsion de Pierre Lefranc, naît l’institut Charles-de-Gaulle. Il est présidé successivement par :
- André Malraux (1971-1976) ;
- Gaston Palewski (1976-1984) ;
- Geoffroy Chodron de Courcel (1984-1991) ;
- Pierre Messmer (1992-1995) ;
- Jean Simon (1995-1997) ;
- Jean Foyer (1997-1998) ;
- Michel Debray (1998-1999) ;
- Yves Guéna (2000-2006).

Pierre Lefranc anime l’institut jusqu’en 1991.
Le siège social est au 5 rue de Solférino, où était localisé le Rassemblement du peuple français (jusqu'en 1955) et où se trouve alors le Service d'action civique (dissous en 1981).
En 1991, voit le jour une fondation, bénéficiant d’une dotation annuelle de l’État, et reconnue d’utilité publique en septembre 1992. 
En 2006, après plusieurs années de coexistence avec la Fondation, l’institut disparaît définitivement.

## Historique et organisation de la fondation (depuis 1992)
Hervé Gaymard est élu président de la fondation le 18 décembre 2018. 
Il succède à :
- Pierre Messmer (1992-1997) ;
- Jean Foyer (1997-2001) ;
- Yves Guéna (2001-2006) ;
- Pierre Lefranc (intérim : 2006-2007) ;
- Pierre Mazeaud (2007-2010) ;
- Jacques Godfrain (2010-2018).

Le conseil scientifique de la fondation comprend des universitaires et des témoins de l’époque, ainsi que des correspondants étrangers. Il est présidé par Alain Larcan (de 1999 à 2012), Gilles Le Béguec (de 2012 à 2017) et, désormais, Arnaud Teyssier.

## Activités
La fondation organise des colloques avec des universitaires et des témoins de l’époque, et des conférences destinées à un public moins spécialisé.
Elle publie la revue périodique Espoir.
Elle gère la maison natale de Charles de Gaulle à Lille et le domaine de la Boisserie, son ancienne résidence à Colombey-les-Deux-Églises.
La fondation a contribué à créer :
- l’historial Charles de Gaulle au musée de l’Armée à Paris ;
- le mémorial Charles-de-Gaulle à Colombey.

Une bibliothèque spécialisée et un fonds d’archives sont mis à la disposition des chercheurs et des étudiants dans son centre de recherches et de documentation.
La fondation a reçu de l’État, sur la période courant de 2006 à 2015, une subvention annuelle variant de 710 430 euros à 1,43 million d'euros, contre 20 000 euros en 2005, époque où elle coexistait avec l'institut,,,.